# Bébé court après sa montre
Bébé court après sa montre és una pel·lícula muda francesa escrita i dirigida per Louis Feuillade i estrenada el 26 de maig de 1911. Dura 6 minuts i 40 segons.
Aquesta pel·lícula forma part de la sèrie Bébé.

## Repartiment
- René Dary : Bébé (com Clément Mary)
- Renée Carl : Madame Labèbe, la mama